# Hugo Mudie
Hugo Mudie (né le 1er janvier 1981) est un chanteur et parolier canadien originaire né à Ville d'Anjou et qui a grandi à Repentigny au Québec. Il est connu pour son travail à la tête des groupes The Sainte Catherines, Yesterday's Ring et Miracles, ainsi que le cofondateur du festival punk rock Pouzza Fest.

## Carrière
Il a commencé sa carrière en 1999 dans le groupe The Sainte Catherines. Il est également chanteur dans Yesterday's Ring, un groupe de folk canadien.
En 2000 il invente un nouveau met, la pouzza, combinaison d'une pizza garnie de poutine[réf. souhaitée]. Pour l'instant seul le restaurant Surfside 7 au Colorado détient les droits d'exploitation de la pouzza.[réf. nécessaire]
La pouzza a aussi servi d'inspiration pour nommer le festival punk rock Pouzza Fest créé par Mudie et Hélene McKoy à Montreal en 2011.
En 2013, il est le chanteur des formations Miracles et Powernap.
À la fin 2016, il est invité à participer à La Voix. Il passe avec succès la première audition, mais refuse de continuer en raison des contrats trop contraignants que la production lui aurait imposés.
À l'automne 2017, après avoir enregistré plus de 35 albums studio avec diverses formations, il sort son tout premier album solo Cordoba.,
Au fil des ans, il participe à deux reprises à l'émission Belle et bum aux côtés de Patrick Norman, Guylaine Tanguay, Marie-Ève Roy et Mentana.
En avril 2022, un nouvel album de Yesterday's Ring, Goodbye Nightlife, paraît après près de 10 ans sans nouveau matériel,. En 2023, il lance un nouvel album solo : Bad Vibrations.

## Faits divers
Hugo Mudie est végétarien. Son plat favori est le nachos et il apprécie aussi les hot-dogs végétariens[Interprétation personnelle ?].
Il est le parrain du petit fils de l'animateur Paul Houde[réf. souhaitée]. Marielle N-Payo, une réalisatrice et marionnettiste montréalaise[réf. nécessaire], est la marraine de l'enfant, bien qu'elle ne soit pas sa conjointe.

## Œuvres

### Discographie

#### The Sainte Catherines
- 2000 : Those Stars Are for You (Yo-Yo Records)

1. Broken Cigarette
2. Look at the Moon
3. Mosquitos Everywhere
4. Please Drive By
5. Thanks for the Couch
6. Smile
7. FM Love
8. Powerless Power
9. Bright Stars
10. La Un
11. A Crockin' Good Time at the Playdium

- 2001 : The Machine Gets Under Way (Dare to Care)

1. Sarcastic Euphemism
2. You Shall Rise Again From Your Own Ashes
3. Oct. 4th: The International Day of Lies
4. Car Wash and Telemarketing
5. You Smell Like Greed Dirty Bastard
6. There's Shit in Your Veggie Dog
7. Fuck G-20, Go V8!

- 2003 : The Art of Arrogance (Dare to Care)

1. Va Donc Chier!!
2. Expensive Cars Chroming All-Star Team
3. D Is the Key to Open Heart Surgery
4. It's All About Ja Rule Baby
5. No Pads, No Helmets... Just a Bunch of Dicks
6. Fuck Me With a Bag Over My Head
7. Faux-Marxist Anarcho-Punks Anthem
8. Broken Art for Expensive Hearts
9. I Can't Have Sex All the Time
10. Le funk c'est toujours winner!
11. South Central Family Reprezent... Fuckers

- 2006 : Dancing for Decadence (Fat Wreck Chords)

1. Burn Guelph Burn
2. Ring of Fire = 4 Points
3. Confession of a Revolutionary Bourgeois Part 3
4. Get Your Politics Out of My Hair
5. Hau Weg Die Scheisse
6. Emo-ti-cons: Punk Rock Experts
7. The Shape of Drunks to Come
8. I'd Rather Be Part of the Dying Bungee Scene
9. Us Against the Music
10. If There's Black Smoke Over a Bridge, It's Over
11. The International Badminton Championship: La P'tite Grise vs. Jef
12. Track & Field Style

- 2010 : Fire Works (Union 2112)

1. We Used to Be in Love
2. Better Like This
3. BLR Vs Cancer (Fuck Off Cancer Song)
4. D'You Guys Wanna Fuckin' Party After This? No
5. Chub-E & Hank III / Vimont Stories Part II
6. Maggie & Dave (avec Joey Cape)
7. Back to the Basement That I Love
8. No Friends
9. Headliners Don't Load (But They Kill Cops)
10. The Great Somewhere Else
11. I'll Miss the Boys
12. Reinventing Ron Hextall (I Don't Want to Say Goodbye)

#### Yesterday's Ring
- 2003 : Onze chansons pour faire pleurer les morts-vivants (Dare to Care)| No  | Titre                                                                | Durée |
| --- | -------------------------------------------------------------------- | ----- |
| 1.  | Les morts-vivants se meurent                                         | 2:17  |
| 2.  | Roaming On Sainte-Catherine Street                                   | 2:46  |
| 3.  | East Of St-Laurent, South Of Sherbrooke                              | 4:06  |
| 4.  | Plein de tendresse (Reprise de Claude Dubois)                        | 3:41  |
| 5.  | Punk Rock Is Not Dangerous Anymore                                   | 2:45  |
| 6.  | Libre à la base                                                      | 3:57  |
| 7.  | My Favorite                                                          | 2:18  |
| 8.  | Cinema Girl                                                          | 3:13  |
| 9.  | Les routes de l'ennui (Reprise de Gilles Valiquette)                 | 3:34  |
| 10. | Y manque de Volcano dans l'rack à sauces                             | 3:18  |
| 11. | J'aurais jamais pensé faire une chanson pour faire pleurer les mères | 13:53 |
- 2005 : El Rancho (Dare to Care)

1. Fairy Tale of Montreal
2. El Rancho
3. Looking for You
4. Buildings and Bridges
5. The Bob Marsh International Horseshoe Tournament
6. A Small Piece of Paper in My Shoe
7. Small Town Girl
8. Old Dogs
9. Dying to Forget

- 2009 : Diamonds in the Ditch (Suburban Home Records)| No  | Titre                                     | Durée |
| --- | ----------------------------------------- | ----- |
| 1.  | Moving Out (To Florida)                   | 2:38  |
| 2.  | Saved By The Belle                        | 3:16  |
| 3.  | Sad Songs                                 | 3:28  |
| 4.  | Scrabble Strip Club                       | 4:35  |
| 5.  | Quebec City Blues                         | 2:56  |
| 6.  | Roses                                     | 3:25  |
| 7.  | What Happens on the Road Stays in the Van | 4:03  |
| 8.  | Email From Lucie                          | 4:15  |
| 9.  | Truckstop In Charlotte, NC                | 0:59  |
| 10. | Moving Back (To Montreal)                 | 2:42  |
| 11. | Ste-Catch Family                          | 4:42  |
| 12. | Who I Wanted to Be (Pretty Baby)          | 3:18  |
| 13. | Punx Not Dead… It’s Just Sleeping         | 3:58  |
| 14. | Fairytale of Montreal III                 | 4:12  |
- 2010 : Chasers (L'Écurie)

1. Y manque de Volcano dans l'rack à sauces
2. Les morts-vivants se meurent
3. Une coupe de ch'veux pis des souliers
4. A Last Word for a Dead Genius
5. J'aurais jamais pensé écrire une chanson pour faire pleurer les mères
6. Roaming on Ste-Catherine Street
7. Another Bad Country Song
8. Sink Florida Sink (Reprise d'Against Me!)
9. Roadworn & Weary

- 2022 : Goodbye Nightlife (Rad Girlfriend (Amérique du Nord), Little Rocket Records (Europe))

1. Always a Little Bit Sad
2. My Best Western
3. Mama's Lil' Sis
4. I Don't Think So
5. Chien de Pick Up VS Chien de Pick Up
6. The Ghost of St-Crhistopher
7. Money & Guitars
8. Rainy Day
9. London Girls Band
10. Fireball 'Til I Fall
11. Goodbye Nightlife

#### Miracles
- 2014 : Motels (Music Mansion Records)| No  | Titre                                            | Durée |
| --- | ------------------------------------------------ | ----- |
| 1.  | La dérive (avec Vulgaires Machins)               |       |
| 2.  | Quand je tombe (avec Mara Tremblay)              |       |
| 3.  | Vieille ville sale (avec Simon Proulx)           |       |
| 4.  | Carré rouge (avec Karl Tremblay)                 |       |
| 5.  | Lendemain de veille (avec Felicity Hamer)        |       |
| 6.  | Trou d'cul (avec Clément Jacques et Fred Fortin) |       |
| 7.  | Pensais à elle (avec Xavier Caféïne)             |       |
| 8.  | Un peu d'innocence                               |       |
| 9.  | Coup de barre (avec Dumas)                       |       |
| 10. | Mille fois merci                                 |       |

#### Solo
- 2017 : Cordoba (Music Mansion Records)

1. Sirènes
2. Livre d'or
3. La lumière de ton phone
4. Classique hivernale
5. Je suis à l'infini
6. Ferme ta radio
7. Je ne suis pas mon corps
8. Tofu dogs
9. Ferme ta tv
10. Mon dôme
11. Le temps va s'arrêter

- 2020 : Concerta Fantasio (Music Mansion Records)

1. Pennywise & Cypress Hill
2. Secondaire 4
3. Magic Johnson
4. Emma Stone
5. L’exorcisme
6. Alien
7. Hang Out avec Kesha
8. Dilaudid On The Beach
9. Track & Field
10. La maladie d’amour
11. Toujours froid

- 2021 : Pompano (Music Mansion Records)

1. Pompano
2. L'aéroport
3. Jurassic Park
4. FIFA 2020

### Livres
- Les regarder glisser leurs pieds dans le carré de sable, Hurlantes éditrices, 13 avril 2022 (ISBN 9782981872630)Recueil de poésie